# شماریع (روستا)
 شماری  به عربی ( الَشمَاری  )، روستایی است در دهستان 

## جمعیت
جمعیت آن (۱۰۰ ) نفر (۸ خانوار) می‌باشد.